# Bertie Peacock
John Robert « Bertie » Peacock, né le 29 septembre 1928 à Coleraine en Irlande du Nord et mort le 22 juillet 2004, est un footballeur professionnel nord-irlandais puis entraîneur de football aujourd’hui retraité. Il a été sélectionné trente deux fois en équipe d'Irlande du Nord de football.

## Biographie
Bertie Peacock commence à jouer au football dans sa ville natale au sein du Coleraine Football Club avant de partir pour un des trois grands clubs de Belfast le Glentoran Football Club en 1947. Après deux années dans le championnat nord-irlandais, Peacock est recruté par le géant écossais, le Celtic Football Club où il va devenir en douze ans de fidélité un capitaine devenu une légende du club. Pendant cette période il remporte avec le Celtic de Glasgow un titre de champion d'Écosse, deux coupes d'Écosse de football et deux coupes de la Ligue d'Écosse de football.
Bertie Peacock a été sélectionné à 32 reprises en équipe d'Irlande du Nord de football. Il est membre, avec Harry Gregg, Danny Blanchflower et Billy Bingham de l’équipe qui parvient en 1958 en quart de finale de la coupe du monde de football. C’est le meilleur résultat international de l’Irlande du Nord.
En 1961, Peacock prend sa retraite de joueur pour devenir entraîneur dans son club d’origine du Coleraine FC et en équipe nationale d’Irlande du Nord où il lance le jeune George Best. En 1974 il emmène le Coleraine FC vers le titre de champion d’Irlande du Nord. Pendant la coupe du monde de 1982 en Espagne, Bertie Peacock est l’adjoint de Billy Bingham.
En 1986, il est décoré de l’ordre de l’Empire britannique pour ses services rendus au football britannique.
Il meurt le 22 juillet 2004 à l’âge de 75 ans.
En hommage à ses années passées à Coleraine une statue y est élevée en juin 2006. Son inauguration est célébrée en présence de Pat Jennings

## Palmarès

### en tant que joueur
- Championnat d'Écosse de football
  - Celtic FC 1954
- Coupe d'Écosse de football
  - Celtic FC 1951 et 1954
- Coupe de la Ligue d'Écosse de football
  - Celtic FC 1957 et 1958
- Blaxnit Cup
  - Coleraine FC 1969

### en tant qu’entraîneur
- Championnat d'Irlande du Nord de football
  - Coleraine FC 1974